# Guadalupe Larriva
Teresa Guadalupe Larriva González (Cuenca, 28 de julio de 1956-Manta, 24 de enero de 2007) fue una activista, diputada por el Azuay (2003-2007) y ministra de Defensa del Ecuador.

## Biografía
Larriva fue educadora en el colegio Manuel Córdova Galarza y catedrática de la Universidad de Cuenca, en temas relacionados con la Geografía y Geografía Política. Fue presidenta de la Unión Nacional de Educadores por el Azuay. También militó en el Partido Socialista Ecuatoriano, del cual obtuvo la presidencia en octubre de 2005. Participó en la campaña presidencial de Rafael Correa en 2006, por la cual, tras la victoria de este, obtuvo el cargo de Ministra de Defensa, lo que la convirtió en la primera mujer y primera persona civil en llegar a este cargo. El nombramiento fue visto con rechazo por el hecho de que era mujer y no había sido parte de las Fuerzas Armadas del Ecuador, agregándose la molestia que causó entre los militares que los dirija una militante de lo que ellos llaman "extrema izquierda". Fue una admiradora de Michelle Bachelet.[cita requerida]
Murió el 24 de enero de 2007 a los 50 años de edad, en un trágico accidente luego de nueve días de tomar posesión del ministerio, en la Base Militar de Manta. Su muerte fue causada por el choque del helicóptero Gacela en el que viajaba contra otro mientras se efectuaban ejercicios militares de visión nocturna. En el accidente también murió su hija de 17 años, Claudia Ávila Larriva, y cinco oficiales del ejército. Dos días antes de su muerte había anunciado que no renovaría el contrato con las Fuerzas Armadas Estadounidenses para operaciones y asentamiento de sus tropas en la Base de Manta. A través de sus años de educación han seguido continuando con una gran enseñanza hacía los estudiantes.

## Controversia sobre el accidente

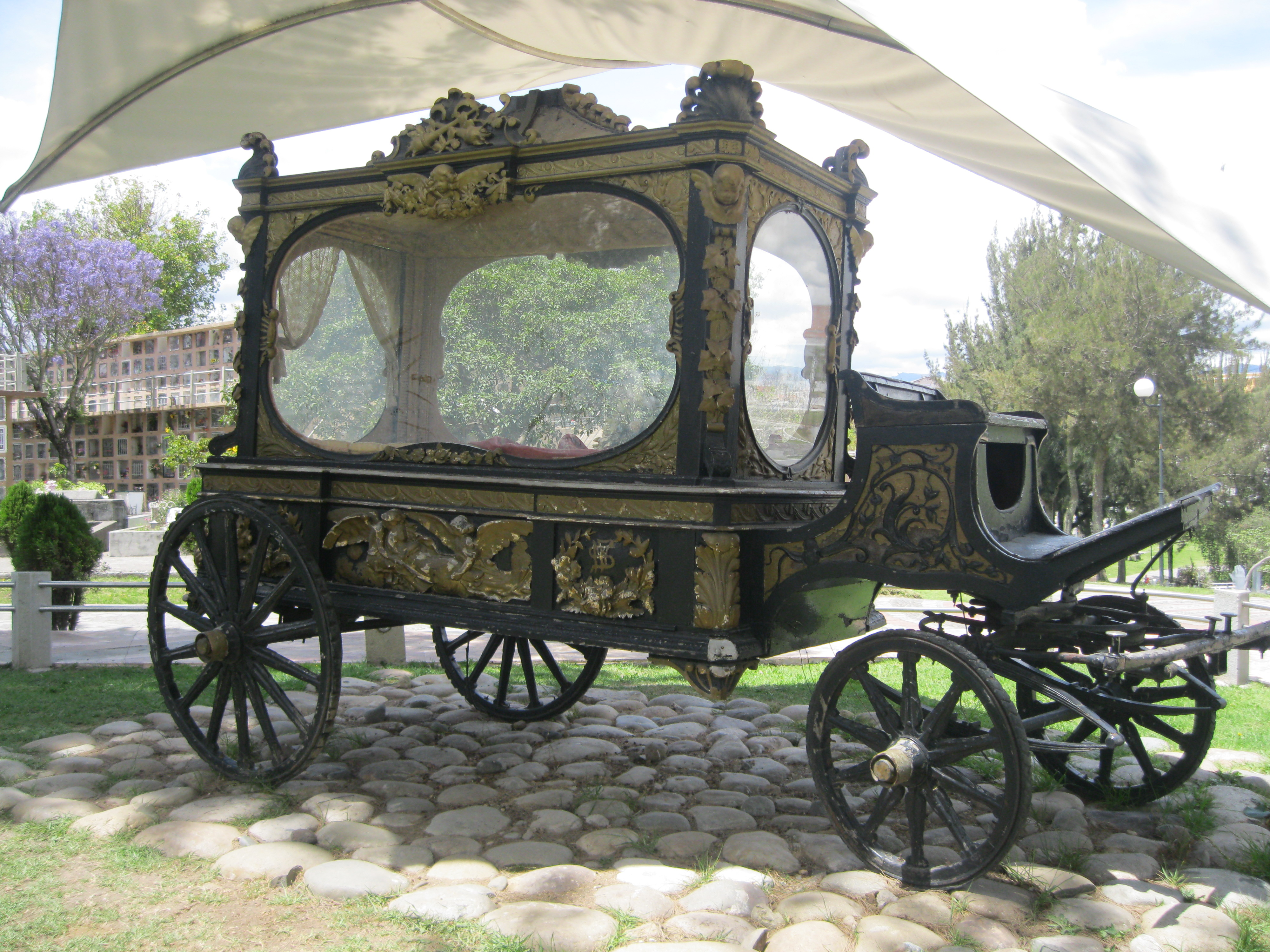
Carroza fúnebre de Guadalupe Larriva en el cementerio de Cuenca.

Se han despertado sospechas, tanto por miembros de su partido y como en amplios sectores de la sociedad civil, de que su muerte es el resultado de un atentado, especialmente por el posible rechazo de su nombramiento por parte de las cúpulas de las Fuerzas Armadas Ecuatorianas. Rechazo posiblemente causado por ser civil y mujer y además socialista, y también por las posibles reformas que efectuaría a tal institución que es considerada machista, corporativista y profundamente sometida a las órdenes de altos grupos de poder económico y geopolítico. Añadiendo a esto el precedente de la muerte del expresidente Jaime Roldós Aguilera, otro político con tendencias políticas de izquierda, que ocurrió en circunstancias dudosas y nunca fue debidamente resuelta. 
Existen ciertos hechos sobre el accidente que son cuestionados, incluyendo la razón por la que la ministra viajó en un vehículo no designado para el transporte, rompiendo con reglas establecidas de no participar en maniobras militares o viajar en vehículos no designados para el transporte. Además ciertas características sobre el accidente, que por el momento no han sido esclarecidas ya que las investigaciones recién comienzan. Investigaciones que contarán con la participación de investigadores militares de Ecuador, y con la coparticipación de miembros del Partido Socialista, así como investigadores proporcionados por los gobiernos de Chile y Venezuela y por los fabricantes franceses del helicóptero.

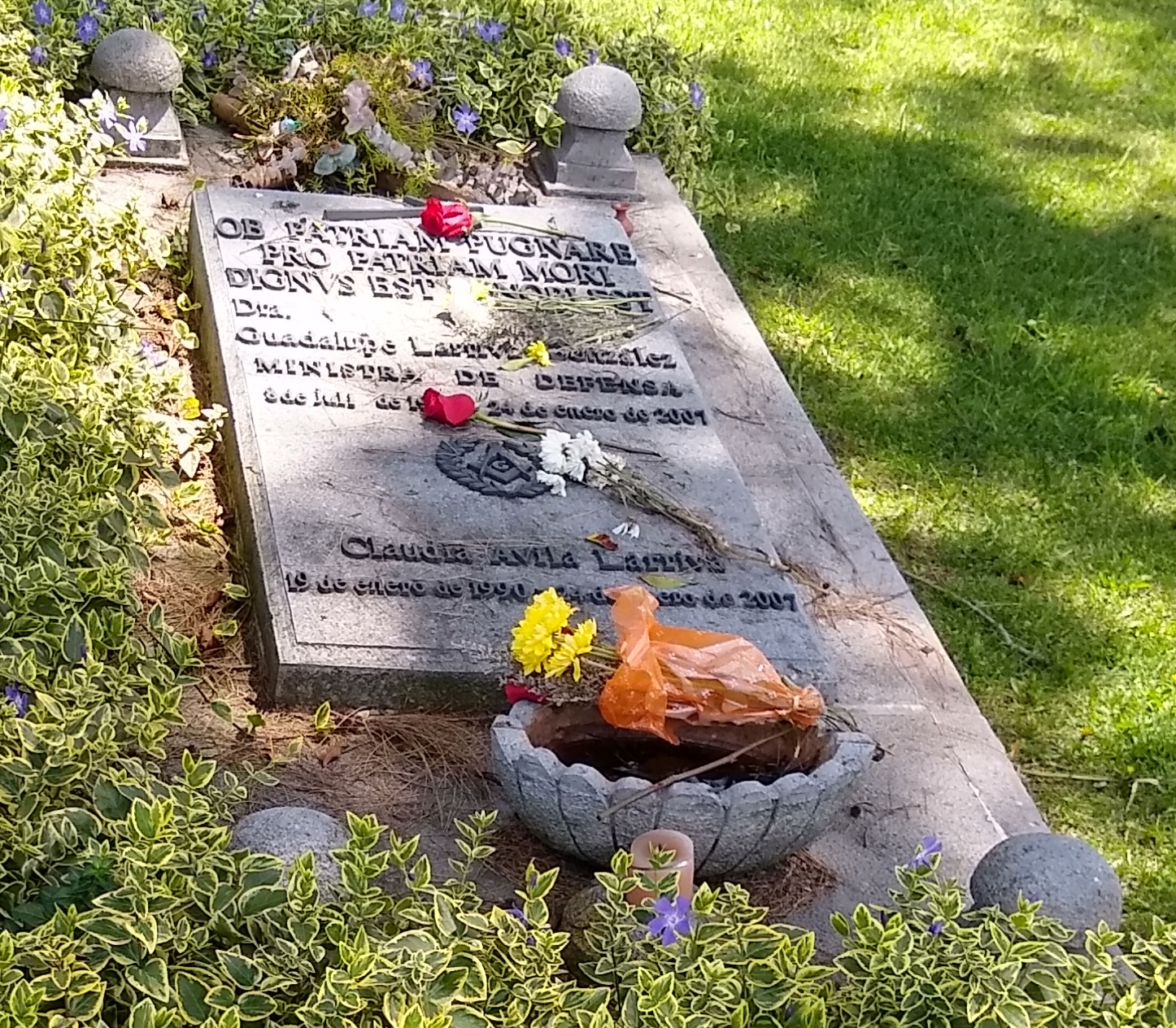
Tumba en el Cementerio Patrimonial de Cuenca